# Otus
Pour l’article homonyme, voir Otus (homonymie).
Genre
Otus est un genre d'oiseaux de la famille des Strigidae. Il est constitué de 60 espèces de petits-ducs.

## Liste des espèces
D'après la classification de référence (version 14.1, 2024) de l'Union internationale des ornithologues, il y a 60 espèces du genre Otus.
Liste des espèces par ordre philogénique :
- Otus gurneyi (Tweeddale, 1879) – Petit-duc de Gurney ;
- Otus sagittatus (Cassin, 1849) – Petit-duc à front blanc ;
- Otus rufescens (Horsfield, 1821) – Petit-duc roussâtre ;
- Otus thilohoffmanni Warakagoda & Rasmussen, 2004 – Petit-duc de Sérendip ;
- Otus icterorhynchus (Shelley, 1873) – Petit-duc à bec jaune ;
- Otus ireneae Ripley, 1966 – Petit-duc d'Irene ;
- Otus balli (Hume, 1873) – Petit-duc des Andaman ;
- Otus alfredi (Hartert, EJO, 1897) – Petit-duc de Florès ;
- Otus spilocephalus (Blyth, 1846) – Petit-duc tacheté ;
- Otus angelinae (Finsch, 1912) – Petit-duc de Java ;
- Otus mirus Ripley & Rabor, 1968 – Petit-duc de Mindanao ;
- Otus longicornis (Ogilvie-Grant, 1894) – Petit-duc longicorne ;
- Otus mindorensis (Whitehead, J, 1899) – Petit-duc de Mindoro ;
- Otus madagascariensis (Grandidier, A, 1867) – Petit-duc torotoroka ;
- Otus rutilus (Pucheran, 1849) – Petit-duc malgache ;
- Otus mayottensis Benson, 1960 – Petit-duc de Mayotte ;
- Otus pauliani Benson, 1960 – Petit-duc du Karthala ;
- Otus capnodes (Gurney, JH Sr, 1889) – Petit-duc d'Anjouan ;
- Otus moheliensis Lafontaine & Moulaert, 1998 – Petit-duc de Mohéli ;
- Otus grucheti (Mourer-Chauviré, Bour, Moutou & Ribes, 1994) – Petit-duc de la Réunion ;
- Otus sauzieri (Newton, E & Gadow, 1893) – Petit-duc de Maurice ;
- Otus murivorus (Milne-Edwards, 1873) – Petit-duc de Rodrigues ;
- Otus brucei (Hume, 1872) – Petit-duc de Bruce ;
- Otus pamelae Bates, GL, 1937 – Petit-duc d'Arabie ;
- Otus scops (Linnaeus, 1758) – Petit-duc scops ;
- Otus cyprius (Madarász, G, 1901) — Petit-duc de Chypre ;
- Otus bikegila Melo et al., 2022[3] — Petit-duc de Principe ;
- Otus pembaensis Pakenham, 1937 – Petit-duc de Pemba ;
- Otus hartlaubi (Giebel, 1872) – Petit-duc de Sao Tomé ;
- Otus senegalensis (Swainson, 1837) – Petit-duc africain ;
- Otus feae (Salvadori, 1903) – Petit-duc d'Annobon ;
- Otus socotranus (Ogilvie-Grant & Forbes, HO, 1899) – Petit-duc de Socotra ;
- Otus sunia (Hodgson, 1836) – Petit-duc d'Orient ;
- Otus elegans (Cassin, 1852) – Petit-duc élégant ;
- Otus magicus (Müller, S, 1841) – Petit-duc mystérieux ;
- Otus tempestatis (Hartert, EJO, 1904) – Petit-duc de Wetar ;
- Otus sulaensis (Hartert, EJO, 1898) – Petit-duc des Sula ;
- Otus beccarii (Salvadori, 1876) – Petit-duc de Beccari ;
- Otus manadensis (Quoy & Gaimard, 1832) – Petit-duc de Manado ;
- Otus mendeni Neumann, 1939 – Petit-duc des Banggai ;
- Otus siaoensis (Schlegel, 1873) – Petit-duc de Siau ;
- Otus collari Lambert & Rasmussen, 1998 – Petit-duc des Sangir ;
- Otus mantananensis (Sharpe, 1892) – Petit-duc de Mantanani ;
- Otus insularis (Tristram, 1880) – Petit-duc scieur ;
- Otus alius Rasmussen, 1998 – Petit-duc de Nicobar ;
- Otus umbra (Richmond, 1903) – Petit-duc de Simalur ;
- Otus enganensis Riley, 1927 – Petit-duc d'Enggano ;
- Otus mentawi Chasen & Kloss, 1926 – Petit-duc des Mentawai ;
- Otus brookii (Sharpe, 1892) – Petit-duc radjah ;
- Otus bakkamoena Pennant, 1769 – Petit-duc indien ;
- Otus lettia (Hodgson, 1836) – Petit-duc à collier ;
- Otus semitorques (Horsfield, 1821) – Petit-duc du Japon ;
- Otus lempiji Temminck & Schlegel, 1845 – Petit-duc de Horsfield ;
- Otus megalotis (Walden, 1875) – Petit-duc de Luçon ;
- Otus nigrorum Rand, 1950 – Petit-duc de Negros ;
- Otus everetti (Tweeddale, 1879) – Petit-duc d'Everett ;
- Otus fuliginosus (Sharpe, 1888) – Petit-duc de Palawan ;
- Otus silvicola (Wallace, 1864) – Petit-duc de Wallace ;
- Otus jolandae Sangster, King, BF, Verbelen & Trainor, 2013 – Petit-duc de Lombok ;
- Otus podarginus (Hartlaub & Finsch, 1872) – Petit-duc des Palau.

Selon Paleobiology Database (20 mars 2013), ont été décrites scientifiquement l'espèce fossile suivante :
- Otus guidlayi ou Otus guildayi